# Station Swinderby
Swinderby is een spoorwegstation van National Rail in North Kesteven in Engeland. Het station is eigendom van Network Rail en wordt beheerd door East Midlands Railway. 

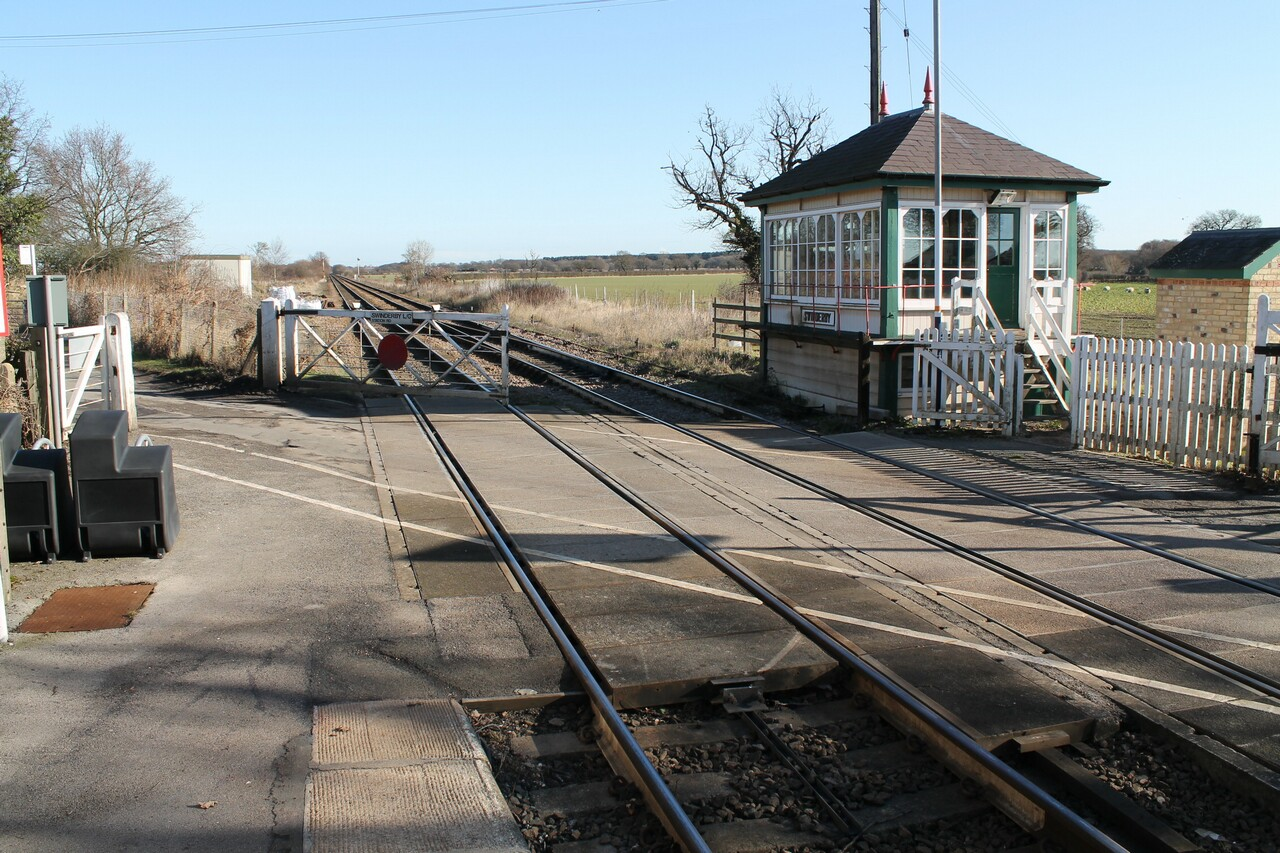
Seinhuis